# Christian Goux
Christian Goux, noto anche con lo pseudonimo di Christian Roumégoux (Castres, 13 novembre 1946), è un fumettista francese.

## Biografia
Dopo aver studiato architettura e archeologia romana a Tolosa, si dedica al fumetto. Lavora per l'edizione domenicale de La Dépêche du Midi e pubblica le sue prime pagine nella fanzine Haga, per la quale crea il personaggio Monsieur Haga, e nella rivista Submarine. Pubblica Paul et Léon, un fumetto fantasy.
A Parigi partecipa alla creazione di Podium, la rivista lanciata da Claude François. Per la rivista realizza diverse mini-storie e numerose illustrazioni.
Nel 1979, entra a far parte del giornale Tintin con il personaggio di Saucisson Smith (due albi pubblicati da Garnier). Come caporedattore dell'edizione francese di Tintin, crea Tintin Story e gli Archives de Moulinsart: un omaggio a Hergé, di cui è stato uno dei primi biografi. Scrive anche la sceneggiatura di Harry Plaxon, disegnato da François Dimberton.
Dopo aver lavorato su sceneggiature di Didier Convard, entra a far parte della casa editrice Dargaud, dove crea La Chanson de Sigale, in uno stile descritto come "ligne claire méridionale".
Per le edizioni Faton progetta e disegna le avventure di Sylvestre et Caroline (per la  rivista Le Petit Léonard) e Les Chandefouille (per la rivista Arkéo Junior).
Per molto tempo, Christian Goux si è riunito mensilmente con un gruppo di amici fumettisti al Saucisson-Club di Parigi, per il suo personaggio Saucisson Smith.

## Opere

### Album
- La Belle Armande - Edizioni Fourneau, 1966
- Paul et Léon - Haga, 1969
- Saucisson Smith (testi e disegni)

1. La Tour des fumées grises - Garnier, 1978
2. Le Cimetière des oiseaux - Garnier, 1979
3. L'Ogre de califourchon - Regards, 2009; pre-pubblicazione Tintin
4. Au Pays des Yaourts valseurs - Regards, 2009; pre-pubblicazione Tintin

- Manivelle et le Camélécamion (testi e disegni) - Regards.  pre-pubblicazione Pif Gadget (1979-1985)[5][6]

1. Les Exploits de Manivelle (2013)
2. Manivelle contre les Patch (2014)
3. Les Voyages de Manivelle (2014)
4. Le Retour de Manivelle (2014)
5. Les Amis de Manivelle (à paraître)

- Les Nouvelles Aventures de Fripounet et Marisette tratto da René Bonnet (disegno; testo di Didier Convard) - pubblicato da Fleurus

1. Le Mystère du clair de lune (1986)
2. La Nuit du sanglier (1987)
3. Le Chant du sorcier (1987)
4. Le Chevalier oublié (1988)

- Les Aventures d’Henri-Georges Midi (disegno e testo di - éditions Glénat

1. Les Sept Morts de Mlle Harington (1989)
2. L’aigle chantera trois fois (1990)
3. Les Cinq Lumières de Varek (1991)

- La Chanson de Sigale (texte et dessin) - éditions Dargaud

1. Aiguesieste (1993)
2. Paris la douce (1994)
3. L’Élixir du révérend frère Pistou (testi e disegni)

- La Vie venue d'un autre (disegni) - éditions Lions Club, 1995
- Sivoman (dessin) - éditions CGHG, 1999
- Avec Saint Louis (disegni e testi di Louis-Bernard Koch) - éditions Triomphe, 2010
- Le Fulgurateur Roch (disegni e testi di Jules Verne - Regards, Francia, 2012 ; Pan Pan, Belgio, 2013
- Césaire d'Arles (dessin ; testi di Louis-Bernard Koch e Marie-Josée Delage) - éditions Triomphe, 2013
- Le Chien des Baskerville (disegni e test)  Arthur Conan Doyle - Pan Pan, 2014
- La Grande Guerre racontée aux enfants (disegno ; testo di Guy Lehideux) - éditions du Triomphe, 2014
- La Seconde Guerre, racontée aux enfants - Volumi 1 et 2 (disegni e testi di Guy Lehideux) - éditions du Triomphe, 2015/2016
- Petites Histoires de l'Art, racontées aux enfants - (disegni, sceneggiatura e testi) - éditions du Triomphe, de 2017/2018
  1. Tome 1 : Mythologie et Antiquité
  2. Tome 2 : Du Moyen Age à la Renaissance
  3. Tome 3 : L'Age d'Or..de Véronèse à Mozart
  4. Tome 4 : Vers l'épopée du XIXème siècle
  5. Tome 5 : La Belle Epoque, de Corot à Matisse

- Les Châteaux forts, racontés aux enfants, (disegni) - éditions du Triomphe, 2019
- Aventuriers et Explorateurs, racontés aux enfants (disegni e testi di Guy Lehideux) - éditions du Triomphe, 2020
- Café du Rond-Point (testo e disegno) - (di prossima pubblicazione)

### Scenari
- L'Agence Explorax (testi e disegni di Clod) - Pif Gadget, 1981
- Harry Plaxon (testi e disegni di  Dimberton) - Tintin, 1981
- Fanny, Raf et Angelo (testi e disegni di Olivier Schwartz) - éditions Milan
  - Le Testament du docteur Zèbre (1986)
  - Les Calanques de l'enfer (1987)

- Plume et Polka (testi e disegni di Kab) - éditions Milan
  - Un beau timbre bleu (1986)
  - Le Moulin à musique (1987)

### Romanzi illustrati
- J'étais enfant en 1936 (disegno; testo di Roger Bodier) - éditions du Soleil au cœur, 1996
- Dadou (disegno; testo di Daniel Plaguet)

### Illustrazioni scolastiche
- L'Anglais en 6e - Hatier, 1996
- L'Année de maternelle - Hatier, 1997

### Giochi illustrati
- Jeux d'observation dans Winnie Magazine - Disney Hachette Production, 1998
- Dioramas Mickey - Disney Hachette Production, 1998
- Gag di Saucisson - Edizioni Gavroche, 2000